# Chalcidoptera thermographa
Chalcidoptera thermographa là một loài bướm đêm trong họ Crambidae.